# Venla Hovi
Venla Hovi, geb. Heikkilä, (* 28. Oktober 1987 in Tampere) ist eine ehemalige finnische Eishockeyspielerin und heutige -trainerin. Sie war über viele Jahre Mitglied der finnischen Nationalmannschaft und gewann mit dieser die Bronzemedaille bei den Olympischen Winterspielen 2010 und 2018 sowie bei den Weltmeisterschaften 2008, 2009 und 2017 sowie die Silbermedaille bei der Weltmeisterschaft 2019. Seit ihrem Rücktritt vom aktiven Sport 2019 arbeitet sie als Trainerin, unter anderem in der Nachwuchsorganisation der Winnipeg Jets, der University of Manitoba und der Okanagan Hockey Academy. In der Saison 2022/23 war sie Cheftrainerin der Metropolitan Riveters aus der Premier Hockey Federation.

## Karriere

### Als Spielerin
Venla Hovi begann ihre Karriere bei Ylöjärvi Ilves, für das sie in der Saison 2002/03 in der höchsten Fraueneishockey-Spielklasse, der Naisten SM-sarja, debütierte. 2003 wechselte sie in die Frauenmannschaft von Tampereen Ilves. Am Ende der Saison 2005/06 gewann sie mit Tampere ihren ersten finnischen Meistertitel, nachdem sie in der Verlängerung des entscheidenden Finalspiels den Siegtreffer für Ilves erzielt hatte. Bis 2010 spielte se für Ilves mit Ausnahme der Saison 2007/08, die sie im Team der Niagara University, den Niagara Purple Eagles, verbrachte. 2010 gewann sie ihre zweite finnische Meisterschaft mit Ilves, wechselte anschließend zu Hämeenlinnan Pallokerho (HPK) und gewann ein Jahr später ihren dritten Meistertitel. Zwischen 2012 und 2014 spielte sie für Kalevan Pallo Kuopio. In der Saison 2014/15 konzentrierte sie sich auf ihr Studium der Kommunikationswissenschaft an der Universität Vaasa, bestritt jedoch einige EWCC-Pokalspiele für die österreichischen Club EHV Sabres Wien sowie den Herlev IK aus Dänemark.
Nach Abschluss ihres Bachelorstudiums ging Hovi nach Kanada, studierte an der University of Manitoba und spielte für deren Eishockeyteam, die Manitoba Bisons, in der Eishockeyliga von U Sports. Mit den Bisons besiegte sie im Meisterschaftsfinale 2018 die University of Western Ontario Mustangs und gewann damit die erste U-Sports-Meisterschaft (Golden Path Trophy) in der Geschichte der Universität. Zudem wurde sie 2018 als Manitoba Bisons Sports Female Athlete of the Year ausgezeichnet. 2018 beendete sie zudem ihr Studium und wurde von den Calgary Inferno aus der Canadian Women’s Hockey League (CWHL) verpflichtet. Im Finale um den Clarkson Cup besiegten die Inferno Les Canadiennes de Montréal mit 5:2 und gewannen dabei den zweiten Clarkson-Cup in der Clubgeschichte. Dabei war Hovi die erste Finnin, die den Trophäe gewann.

#### International
Hovi debütierte bei der Weltmeisterschaft 2007 für die finnische Nationalmannschaft, wobei das finnische Team den vierten Platz belegte. Bei Weltmeisterschaften 2008 in Harbin und 2009 in Hämeenlinna gewann sie mit der finnischen Auswahl die Bronzemedaille, ebenso bei den Olympischen Winterspielen 2010 in Vancouver. Auch bei den Weltmeisterschaften 2012 und 2013 und den Olympischen Spielen 2014 vertrat sie ihr Heimatland. Eine weitere Medaille gewann sie bei der Weltmeisterschaft 2017 sowie den Olympischen Spielen 2018 in Pyeongchang. Bei der Weltmeisterschaft 2019 gewann sie mit dem Nationalteam die Silbermedaille und beendete anschließend ihre Karriere. Insgesamt absolvierte Hovi 199 Länderspiele, in denen sie 28 Tore und 47 Assists erzielte.

### Als Trainerin
Hovi studierte an der Universität Vaasa Kommunikationswissenschaft und schloss das Studium mit einem Bachelor Degree ab. Anschließend setzte sie ihr postgraduiertes Studium an der University of Manitoba fort, um Englischlehrerin zu werden. Nach Beendigung dieses Programms wurde sie zunächst Assistenztrainerin der Fraueneishockey-Mannschaft der Manitoba Bisons. Im Juli 2019 wurde sie zudem von der Nachwuchsorganisation der Winnipeg Jets (True North) verpflichtet und gehörte damit zu den ersten Frauen in Trainerrollen im Umfeld der National Hockey League.
Im Juli 2020 zog sie nach Penticton (British Columbia) und wurde Trainerin der U17-Mannschaft der Okanagan Hockey Academy.
Von Mai 2022 bis Juni 2023 war Hovi Cheftrainerin der in East Rutherford, einem Vorort von New York City, spielenden Metropolitan Riveters aus der Premier Hockey Federation (PHF).

## Karrierestatistik
(Legende zur Spielerstatistik: Sp oder GP = absolvierte Spiele; T oder G = erzielte Tore; V oder A = erzielte Assists; Pkt oder Pts = erzielte Scorerpunkte; SM oder PIM = erhaltene Strafminuten; +/− = Plus/Minus-Bilanz; PP = erzielte Überzahltore; SH = erzielte Unterzahltore; GW = erzielte Siegtore; 1 Play-downs/Relegation; Kursiv: Statistik nicht vollständig)

## Erfolge und Auszeichnungen

### Klub-Wettbewerbe
- 2006 Finnischer Meister mit Ilves Tampere
- 2010 Finnischer Meister mit Ilves Tampere
- 2011 Finnischer Meister mit Hämeenlinnan Pallokerho
- 2012 All-Star-Team und Beste Verteidigerin der SM-sarja
- 2018 U-Sports-Meisterschaft mit den Manitoba Bisons
- 2019 Clarkson-Cup-Gewinn mit den Calgary Inferno

### International
| - 2008 Bronzemedaille bei der Weltmeisterschaft - 2009 Bronzemedaille bei der Weltmeisterschaft - 2010 Bronzemedaille bei den Olympischen Winterspielen - 2017 Bronzemedaille bei der Weltmeisterschaft | - 2017 Silbermedaille bei der Winter-Universiade - 2018 Bronzemedaille bei den Olympischen Winterspielen - 2019 Silbermedaille bei der Weltmeisterschaft |

## Privates
Venla Hovi ist seit August 2023 mit der US-amerikanischen Eishockeyspielerin und mehrfachen Weltmeisterin sowie Olympiasiegerin Amanda Pelkey verheiratet. Das Paar hat einen Sohn, Leevi Romeo Pelkey, geboren am 10. September 2024.